# 能登島

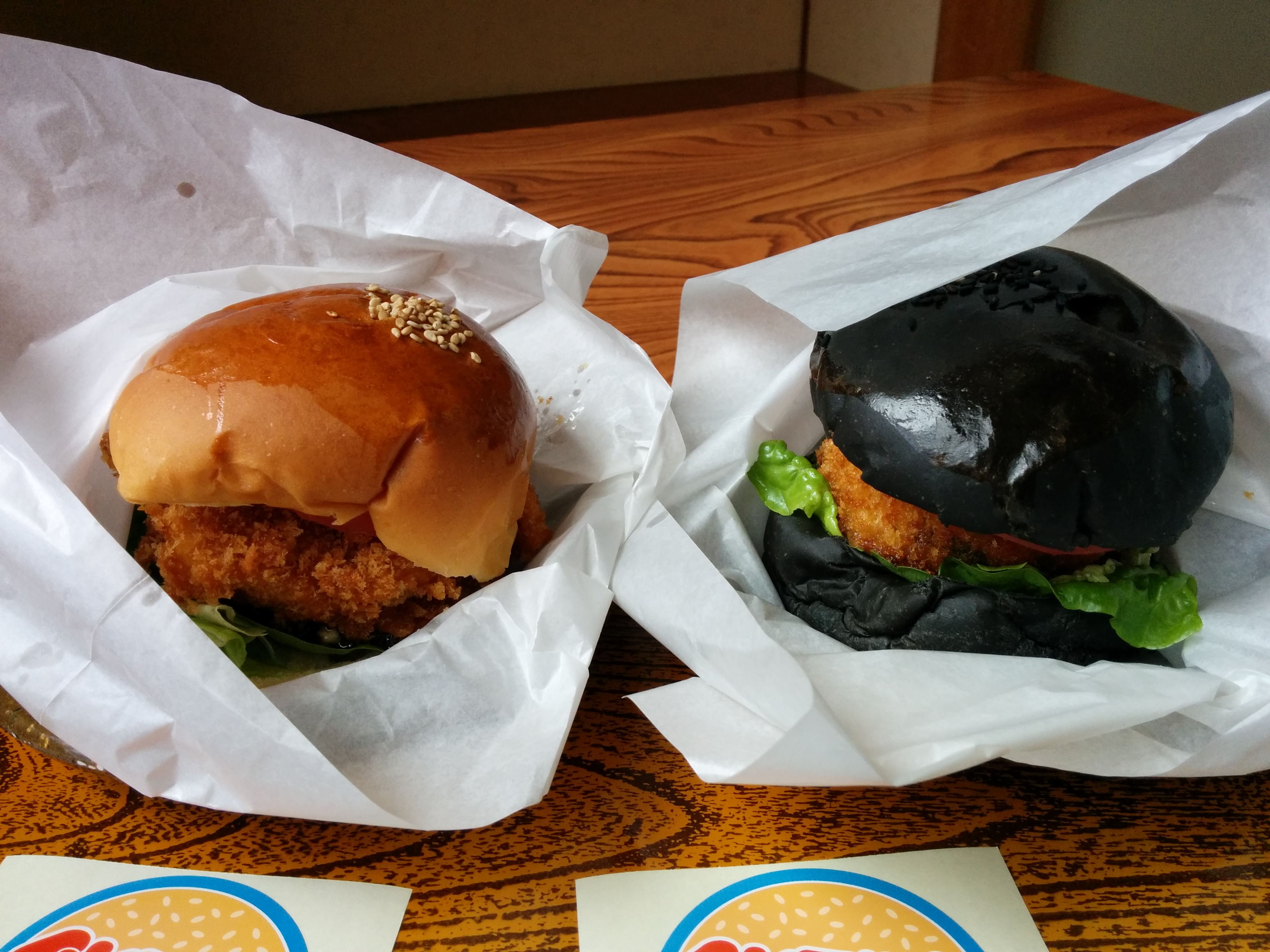
能登島バーガー

能登島（のとじま）は、石川県七尾市の七尾湾を塞ぐ形で浮かぶ島。面積46.78km2。周囲長71.9km。
一島で一町（能登島町）だったが、2004年10月1日合併により七尾市の一部になった。能登半島国定公園に含まれる。

## 地理
島によって隔てられた島の三方の海を、それぞれ七尾北湾、七尾西湾、七尾南湾と称する。大口瀬戸によって穴水町と、三ヶ口瀬戸、屏風瀬戸及び小口瀬戸によって七尾市の半島本土側と対する。
能登島大橋が屏風瀬戸に、中能登農道橋が三ヶ口瀬戸に架かる。また、小口瀬戸の対岸には観音崎がある。

## 自然

### 植生
島内の社叢林や気候から原植生はタブノキ、スダジイ、ウラジロガシの照葉樹林と考えられるが、大半は里山として利用されスギの植林地や、アカマツとコナラが混交した二次林となっている。アカマツ林はかつてよく手入れされていたと思われマツタケを多く産した。
能登島と周辺の小島はシダ植物が豊富なことで知られ、オオイタチシダ、ウラジロ、ホラシノブなど暖地性のものを中心に115種類ほどが知られている

## 沿革
- 1980年 - 島内に初めての交通信号機が設置された。
- 1982年 - 対岸の和倉温泉地区とを結ぶ能登島大橋が開通し、フェリーが廃止された。
- 1999年 - 対岸の中島町（現・七尾市）とを結ぶ中能登農道橋（ツインブリッジのと）が開通した。
- 2004年 - 七尾市、田鶴浜町、中島町、能登島町の合併により、全島が七尾市になった。
- 2007年 - 能登半島地震発生。能登島大橋は、3月27日24時から4月2日6時まで、損傷修復工事のため全面通行止めとなった。中能登農道橋（ツインブリッジのと）は、3月27日24時から総重量5t未満のみ通行可となり4月27日17時から全面通行可能となった。
- 2024年 - 能登半島地震に伴い、地震・津波による被害を受けた他、橋が通行止めとなったため孤立した[2]。

## 観光
- 石川県能登島ガラス美術館
- 能登島ガラス工房
- 須曽蝦夷穴古墳
- のとじま水族館
- 道の駅のとじま
- ひょっこり温泉 島の湯
- 株式会社能登島マリンリゾート
- 能登島ゴルフアンドカントリークラブ